# Hiligaynon
L'Hiligaynon è la quinta etnia per popolazione nelle Filippine. La popolazione, al 2010, ammontava a oltre 7,773 milioni di abitanti.
Le persone di quest'etnia sono situate prevalentemente nella regione del Visayas Occidentale e Soccsksargen. L'Hiliganon è un'etnia sud-pacifica di tipo austronesiana.
L'etnia hiligaynon parla l'omonima lingua, la lingua hiligaynon. Al 2022, è parlata da 6,2 milioni di parlanti totali.